# Gassan (film)
Pour les articles homonymes, voir Gassan.
Pour plus de détails, voir Fiche technique et Distribution.
Gassan (月山, Gassan) est un film japonais de 1979 réalisé par Tetsutarō Murano. Il fut proposé à la 52e cérémonie des Oscars pour l'Oscar du meilleur film en langue étrangère, mais il ne fut pas nommé.

## Synopsis
L'histoire d'un jeune homme en quête d'épanouissement spirituel.

## Fiche technique
- Réalisation : Tetsutarō Murano
- Scénario : Yukiko Takayama
- Costumes : Yoshinaga Yoko'o
- Photographie : Kenji Takama
- Montage : Tatsuji Nakashizu
- Musique : Teizō Matsumura
- Producteur : Tetsutarō Murano, Mutsutoshi Ōta et Masayuki Satô
- Budget : 5 000 000 $
- Langue : Japonais
- Date de sortie : 
  - Japon : 20 octobre 1979[3]

## Distribution
- Hisashi Igawa : Iwazo
- Yūko Katagiri : Kayo
- Atsuko Kawaguchi : femme
- Chōichirō Kawarazaki : Karasu
- Jirō Kawarazaki : Akira
- Yoshiko Maki : la grand-mère de Fumiko
- Tarō Mochizuki : Ishida
- Kin Sugai : Kane
- Yūsuke Takita : Tasuke
- Chikako Yuri : Fumiko

## Voir aussi

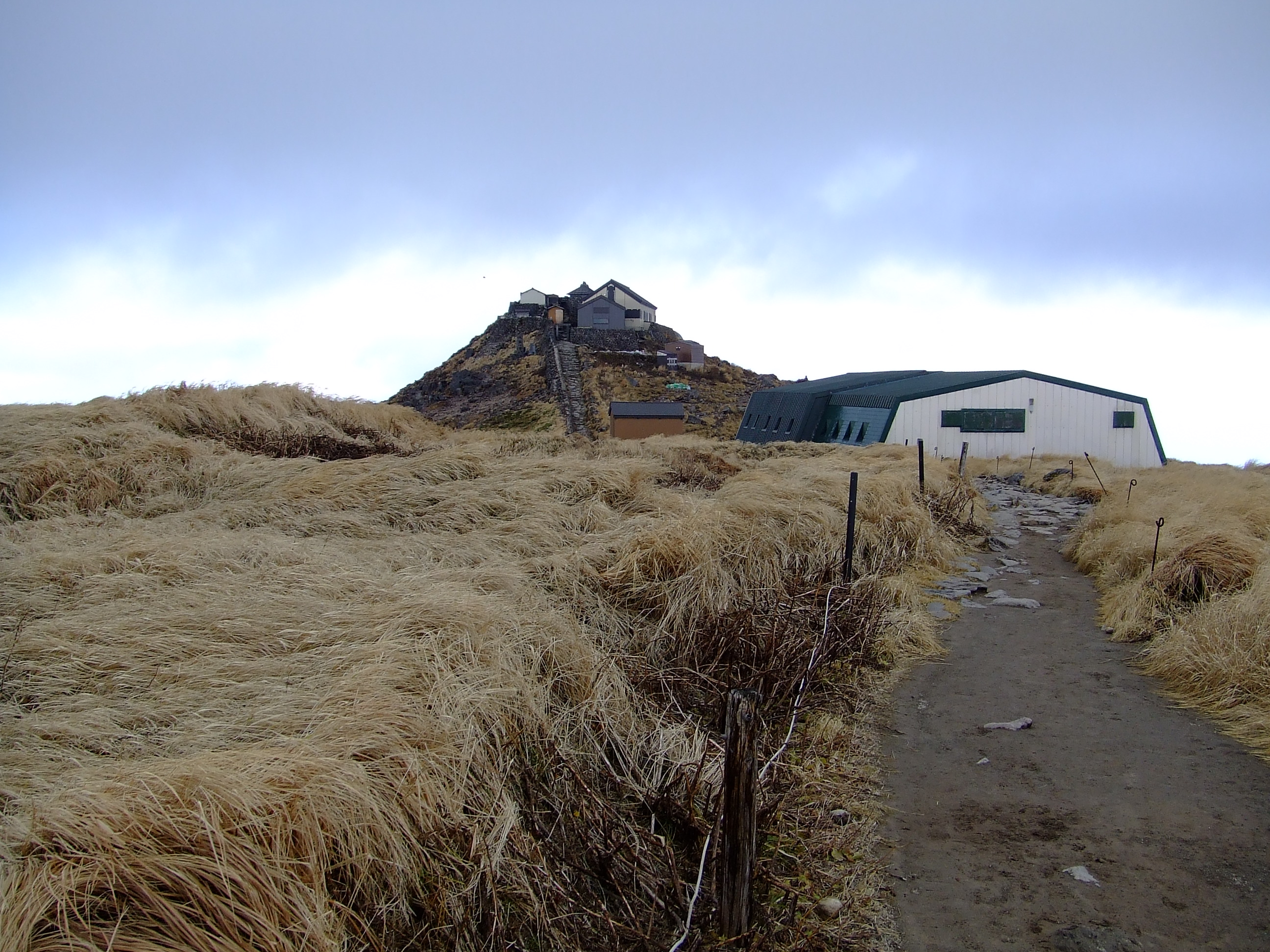
Vue du sommet du mont Gassan.